# Prueba anticipada
En el ámbito del Derecho civil o penal, se entiende por prueba anticipada aquella producida en una fase o etapa anterior a aquella que ha previsto ordinariamente el procedimiento de que se trate. 
Justificada fundamentalmente por situaciones excepcionales que pueden amenazar la prueba misma o su calidad, la prueba anticipada no hace sino reconocer y plasmar en el caso particular el derecho a probar que corresponde esencialmente a las partes y que es propio del debido proceso.
Aunque la institución de la prueba anticipada se parece a otras como, por ejemplo, la prueba preconstituida o prueba para perpetua memoria, tiene características particulares que la convierten en una institución diversa de ellas.

## Concepto
Es aquella que en el proceso penal venezolano se realiza, en principio, en la fase preparatoria, por razones de urgencia y la necesidad de asegurar su resultado, pudiendo ser apreciada por el juez como si se hubiera practicado en juicio, siempre que se incorpore allí mediante lectura del acta que la contiene.
Constituye uno de los caso de excepción que se aparta de los principios de inmediación y oralidad en el proceso penal acusatorio, mediante los cuales el juez o los jueces sólo pueden basar su pronunciamiento final en las pruebas que hayan sido practicadas o incorporadas en el debate oral del juicio que uno presidió y en el que todos estuvieron necesariamente presentes.

## Naturaleza
La doctrina considera que su naturaleza es la de un procedimiento cautelar y como excepción al principio del contradictorio según el cual las pruebas deben ser promovidas y evacuadas en un juicio contencioso, como lo apuntan Cabrera Romero y Pesci-Feltri.
Para el proceso penal debe practicarse dentro del mismo a los fines de capturar los hechos o los medios de prueba antes de la oportunidad de su inserción en el juicio y ante la posibilidad de que desaparezcan, pero es incuestionable que su práctica se del importante postulado de inmediación, ya que, en principio, la lleva a cabo un juez distinto del que preside el juicio oral y la evalúa en su sentencia.

## Fundamento
El anticipo de pruebas se fundamenta en razones de necesidad y urgencia, a fin de evitar que se esfumen aquellos medios e informaciones que importan para el conocimiento del juez y para formar su convicción ante la imposibilidad o dificultad de no poder incorporar las pruebas en el debate del juicio oral y público.
Magaly Vásquez, apoyándose en Gustavo Humberto Rodríguez, expresa que el contacto directo e inmediato del juez sobre la prueba, sobre sus órganos y objeto permitirá una mejor y más abundante captación de elementos y circunstancias, y un proceso discursivo más lógico, racional y veraz, pero para justificar la necesidad de las pruebas anticipadas expresa:
“..no obstante, es posible que por diversas circunstancias las partes se vean en la necesidad de realizar diligencias probatorias que por su naturaleza son definitivas e irreproductibles, esto es, el transcurso del tiempo puede producir su modificación o desaparición lo cual impedirá que puedan incorporarse al debate público y oral, ello permite su práctica anticipada constituyéndose de esta manera en una excepción al principio de inmediación, pues el tribunal de juicio podrá apreciarla, en consideración a las circunstancias en que la prueba se practicó y a la posibilidad de controlarla que tuvo la parte contra quien obraría, aun cuando se trate de pruebas no practicadas en su presencia”.
Miranda Estrampés, que ha sido un acérrimo crítico de este procedimiento, por considerar que puede actuar “como un elemento distorsionador y a modo de subterfugio para justificar, en muchas ocasiones, la eficacia probatoria de diligencias sumariales”, respecto a su fundamento y carácter sostiene lo siguiente:
“El fundamento de la prueba anticipada radica, precisamente, en la necesidad de evitar que se pierdan definitivamente aquellos datos probatorios relevantes para la formación de la convicción judicial por el hecho de no poderse practicar la prueba durante las sesiones de la vista oral. Obedece en realidad, a una necesidad práctica de facilitación de la realización de la prueba.